# Nemanja Glavčić
Nemanja Glavčić (serbisch-kyrillisch Немања Главчић; * 19. Februar 1997 in Kraljevo) ist ein serbischer Fußballspieler.

## Karriere

### Verein
Glavčić begann seine Karriere beim FK Partizan Belgrad. Zur Saison 2014/15 wurde er an den Drittligisten FK Teleoptik verliehen. Zur Saison 2015/16 kehrte er wieder zu Partizan zurück. Dort debütierte er im August 2015 schließlich in der SuperLiga. Für Partizan kam er bis zur Winterpause zweimal zum Einsatz. Im Februar 2016 wurde er ein zweites Mal an Teleoptik verliehen.
Zur Saison 2016/17 wurde er an den FK Spartak Subotica weiterverliehen. Für Spartak kam er während der Leihe zu 31 Einsätzen in der SuperLiga. Zur Saison 2017/18 wurde der Mittelfeldspieler fest verpflichtet. In der Saison 2017/18 kam er zu 29 Einsätzen in der höchsten serbischen Spielklasse. In der Spielzeit 2018/19 absolvierte er 31 Partien für Subotica. Zur Saison 2019/20 wechselte Glavčić nach Kroatien zum NK Slaven Belupo Koprivnica. In seiner Saison in Kroatien kam er in 34 der 36 Saisonspiele in der 1. HNL zum Einsatz, die übrigen beiden verpasste er gesperrt. In der Saison 2020/21 absolvierte er 35 Partien, eine verpasste er gesperrt.
In der Saison 2021/22 kam der Serbe bis zur Winterpause 17 Mal in Koprivnica zum Einsatz. Im Januar 2022 wechselte Glavčić nach Russland zum FK Chimki. Bis zum Ende der Saison 2021/22 kam er in allen zwölf Partien in der Premjer-Liga zum Einsatz. In der Saison 2022/23 absolvierte er 17 Spiele, mit dem Team stieg er aber aus dem Oberhaus ab. Anschließend wechselte er zur Saison 2023/24 nach Griechenland zum Volos NFC. Nachdem sein Vertrag bei Volos Ende Januar 2025 geendet hatte, wechselte er im Februar 2025 zu AEL Limassol in die erste Liga Zyperns.

### Nationalmannschaft
Glavčić spielte für mehrere serbische Jugendnationalauswahlen.